# Tangga Besi
Tangga Besi is een bestuurslaag in het regentschap Subulussalam van de provincie Atjeh, Indonesië. Tangga Besi telt 1762 inwoners (volkstelling 2010).